# Jean-de-Dieu Soult
Pour les autres membres de la famille, voir Famille Soult.
Jean-de-Dieu Soult, 1er duc de Dalmatie, né le 29 mars 1769 à Saint-Amans-la-Bastide, actuel Saint-Amans-Soult (Tarn), où il est mort le 26 novembre 1851, est un maréchal d'Empire et homme d'État français.
Fils de notaire, il s'engage dans l'armée royale à 16 ans et connaît une ascension fulgurante sous la Révolution française : sous-lieutenant en 1792, il est général de brigade deux ans plus tard, puis de division en 1799. Il participe dans l'intervalle à de nombreuses batailles au cours desquelles il fait preuve de courage et de talent. Élevé à la dignité de maréchal d'Empire le 19 mai 1804, il est considéré par Napoléon, après la bataille d'Austerlitz (1805) à laquelle il contribue de manière décisive, comme « le premier manœuvrier de l'Europe ». Après s'être distingué à Iéna, Eylau et Heilsberg de 1806 à 1807, il est affecté l'année suivante dans la péninsule Ibérique, où il demeure presque sans interruption jusqu'en 1814. Il y remporte des succès majeurs comme la bataille d'Ocaña en 1809, mais rencontre davantage de difficultés face à l'armée anglo-portugaise du général Wellington qui lui inflige plusieurs défaites. Dans les derniers mois de l'Empire, c'est à lui que revient la tâche de défendre pied à pied la frontière française des Pyrénées. Il est également chef d'état-major de Napoléon à la bataille de Waterloo en 1815.
Au retour de la monarchie, Soult traverse d'abord une période d'exil, mais finit par rentrer en grâce et entame une carrière politique importante, notamment sous la monarchie de Juillet. Ministre de la Guerre, il est le principal instaurateur de la Légion étrangère en 1831. Par trois fois chef du gouvernement, il détient le record de longévité à ce poste (9 ans, 3 mois et 17 jours, dont 6 ans, 10 mois et 20 jours en continu). En 1847, il reçoit du roi Louis-Philippe le titre unique de « maréchal général de France ». Il est, selon certains auteurs, avec Davout, Lannes, Masséna et Suchet, un des seuls maréchaux capables de diriger une armée en l'absence de l'Empereur, mais aussi un individu cupide, pillard en temps de guerre et à la loyauté politique changeante.

## Biographie

### Jeunesse

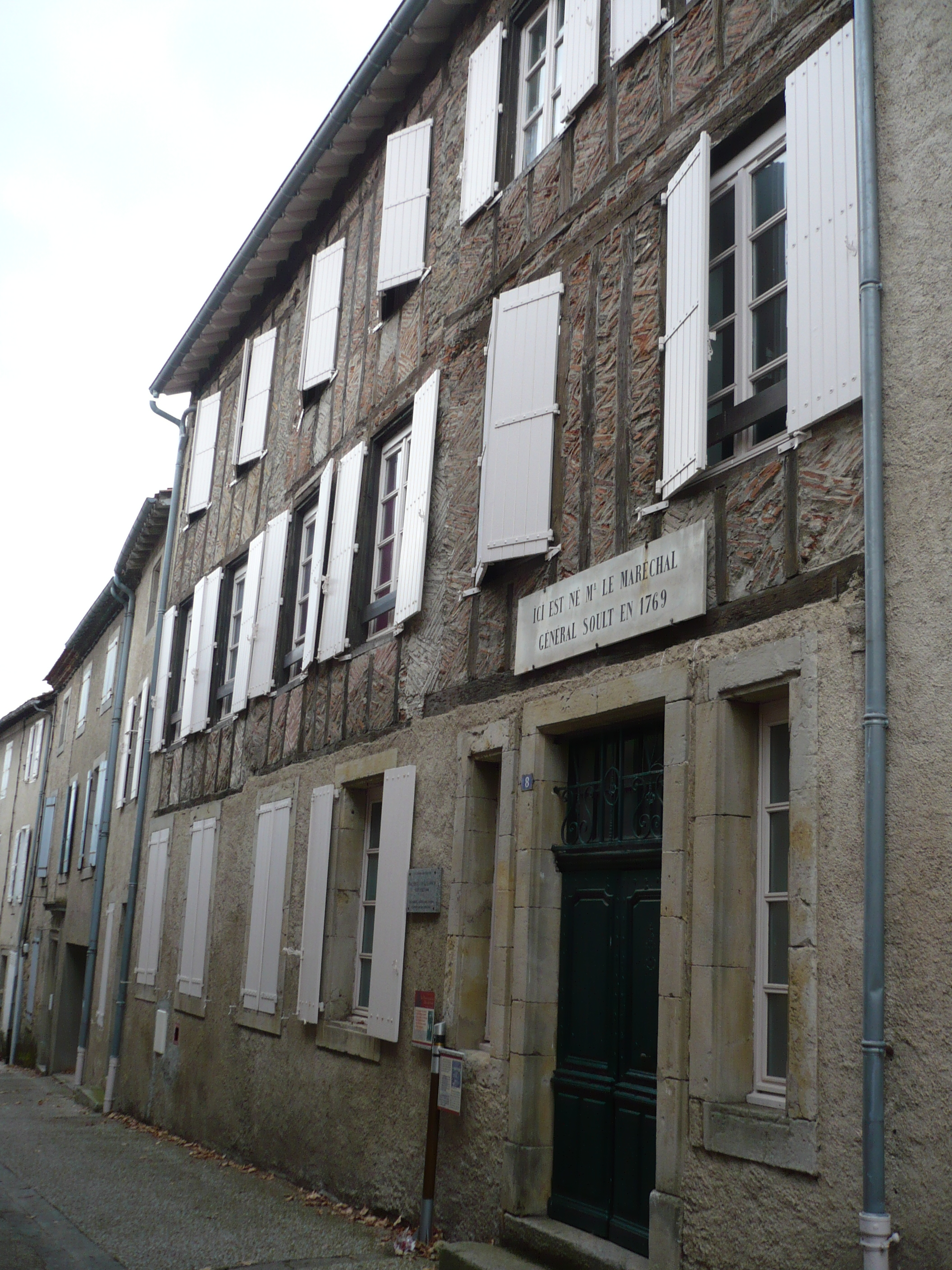
Maison où naît en 1769 le maréchal Soult.

Descendant par son père, Jean Soult (1726-1779), d'une lignée de notaires royaux, et de la famille de Grenier par sa mère, Jean-de-Dieu Soult est promis à une carrière de juriste. Cependant, le 16 avril 1785, à seize ans, il s'engage comme simple soldat dans le régiment Royal-Infanterie, pour aider financièrement sa mère après le décès de son père. Son frère cadet, Pierre-Benoît, suit son exemple trois ans plus tard. Jean-de-Dieu Soult est nommé sergent après six ans de service.

### Les guerres de la Révolution française
Le 17 janvier 1792, son colonel le nomme instructeur au 1er bataillon de volontaires du Haut-Rhin, avec le grade de sous-lieutenant. La période de guerre qui commence en avril 1792, lui offre de nombreuses occasions de se signaler et il gravit les échelons avec régularité. Adjudant-major le 16 juillet 1792, capitaine le 20 août 1793, adjudant provisoire à l'état-major de Hoche à l'armée de la Moselle le 19 novembre 1793. Il prend part à la bataille de Kaiserslautern du 28 au 30 novembre, qui doit permettre de reprendre Wissembourg et débloquer Landau. Hoche confie à Soult le commandement d'un corps détaché pour prendre le camp de Marsthal, ce qui est brillamment exécuté. Du 26 au 29 décembre, il est présent à la deuxième bataille de Wissembourg. Il est nommé chef d'état-major de l'avant-garde le 27 janvier 1794, chef de bataillon provisoire le 7 février 1794, chef de bataillon en titre le 3 avril, et adjudant-général chef de brigade le 14 mai. Le 19 mars 1794, l'armée de la Moselle est remplacée par l'armée du Rhin sous le commandement de Jourdan. Elle rentre immédiatement en campagne. Deux combats sont livrés à Arlon les 17,18 et 29 avril, puis le 21 mai, auxquels Soult participe activement.
Après la bataille de Fleurus du 26 juin 1794, où il se distingue par son sang-froid, il rejoint l'armée de Sambre-et-Meuse le 28 juin. Il est promu général de brigade le 11 octobre, par les représentants en mission. Pendant les cinq années suivantes, il est constamment employé en Allemagne sous les ordres de Jourdan, de Moreau, de Kléber et de Lefebvre. Il prend part à la bataille d'Aldenhoven le 2 octobre 1794. Il passe dans la division Hatry et prend part au Luxembourg du 22 novembre au 7 juin 1795. Il prend une part brillante aux batailles d'Altenkirchen le 4 juin 1796, de Friedberg le 10 juillet 1796, et à la bataille de Stockach contre l'armée de Charles d'Autriche le 25 mars 1799. Le grade de général de division lui est attribué le 4 avril 1799, à titre provisoire, et il est confirmé le 21 avril suivant.
Il passe à l'armée d'Helvétie sous les ordres de Masséna. C’est à cette époque qu’il bâtit les bases de sa réputation militaire, en particulier lors de la première bataille de Zurich du 2-5 juin 1799, puis il soumet les cantons insurgés, chasse les rebelles sur la Reuss et les refoule jusque dans la vallée d’Urseren, livre les combats de Frauenfeld, d'Altikon, d'Audelfinden. Il obtient une citation à l'ordre du jour du 2 juin 1799. Le 10 du même mois, il chasse, à la tête de la 110e demi-brigade, les Autrichiens maîtres du mont Albis, passe la Linth le 22 septembre, fait subir à l'ennemi une perte de 4 000 hommes, puis vient à la rencontre des Russes qui s'avancent sur Kaltbrunn, fait poser les armes à un corps de 2 000 hommes, s'empare de Wesen et repousse l'ennemi jusqu'au lac de Constance.

### La période du Consulat (1800-1804)
Lorsqu'en 1800 le Premier consul charge Masséna de réorganiser l'armée d'Italie, celui-ci insiste pour que Soult lui soit adjoint. Il lui confie le commandement de l'aile droite.
Il se distingue par son activité dans la défense du pays de Gênes. Le 6 avril, dans une première sortie, à la tête de plusieurs bataillons, il traverse l'armée autrichienne et délivre le général Gardanne, rejette l'ennemi au-delà de la Piotta, s'empare de Sassello et rentre dans Gênes avec de nombreux prisonniers, des canons et des drapeaux. Lors d'une nouvelle sortie, le général enfonce de nouveau l'armée autrichienne, enlève une division à Monte-Facio. Mais, lors d'un combat à Montecreto, un coup de feu lui fracasse la jambe et il est fait prisonnier. Il retrouve la liberté après la victoire de Marengo du 14 juin 1800. Nommé commandant militaire du Piémont, alors en pleine rébellion, il parvient à mater l'insurrection dite des Barbets. Il réussit même à discipliner ces hordes turbulentes et les utilise pour le service. Il reçoit ensuite le commandement de la partie sud du royaume de Naples.
Peu avant le traité d'Amiens, le général Soult rentre à Paris où le Premier consul l'accueille avec la plus haute distinction. Le 5 mars 1802, il est un des quatre généraux appelés au commandement de la Garde consulaire. Il fait dès lors allégeance au nouveau régime. En août 1803, il se voit confier, le commandement en chef du camp de Saint-Omer. Il y impose une discipline rigoureuse, qui n'est pas étrangère à l'efficacité des troupes françaises lors des futures campagnes, et y gagne son surnom de « Bras de fer ». Le 19 mai 1804, il est un des premiers promus à la dignité de maréchal d'Empire que Napoléon vient de créer. En hommage à l'empereur, il fait élever à Wimille un monument: la Colonne de la Grande Armée. En récompense de ses services passés, il est fait grand cordon et chef de la 4e cohorte de la Légion d'honneur en février 1805. Il reçoit en outre le titre de colonel-général des chasseurs à pied de la Garde impériale et de commandant en chef du camp de Boulogne.

### Les campagnes de 1805 à 1807
Au mois de septembre 1805, le maréchal reçoit le commandement du 4e corps de l'armée d'Allemagne. Il force le passage du Rhin à Spire en octobre 1805, du Danube à Donauworth, s'empare d'Augsbourg, se porte sur Biberach et Memmingen, et se rapproche de Napoléon aux portes d'Ulm. À Austerlitz, il mène l’attaque décisive sur le centre allié en s'emparant du plateau de Pratzen.
Dans la campagne de Prusse en 1806, Soult commande encore l'aile droite de l'armée. Durant la campagne de Pologne, il résiste au général russe von Bennigsen pendant que l'Empereur affronte les Russes à la bataille d'Eylau (7-8 février 1807). Par son attaque énergique sur le centre de l'armée ennemie, il contribue grandement à la victoire. Il rejoint ensuite à Greussen le maréchal Kalkreuth qu'il écrase, poursuit le roi de Prusse, bloque Magdebourg et force cinq escadrons des armées de Saxe à mettre bas les armes à Ruthnau. Il se rend ensuite maître de Lübeck et force Blücher à capituler à Schwartau, remporte de nouveaux succès à Wolfersdorf, à Heilsberg et entre dans Königsberg. Lorsque la paix de Tilsit (juillet 1807) est conclue, il rentre en France. Le 29 juin 1808, il est fait duc de Dalmatie.

### La guerre dans la péninsule Ibérique (1808-1813)
Alors que la guerre vient de se rallumer en Espagne, l'Empereur confie à Soult le commandement du 2e corps de l'armée française, au centre-gauche de son dispositif. À peine arrivé dans le pays, le maréchal remporte, le 10 novembre 1808, une victoire à la bataille de Gamonal, prend Burgos, Santander, culbute l'armée espagnole près de Reynosa, atteint enfin l'armée anglaise devant La Corogne, pour lui livrer une sanglante bataille au cours de laquelle son général en chef Moore est tué. Il force les débris de l'armée anglaise à embarquer en abandonnant 6 000 prisonniers, s'empare de La Corogne et du Ferrol avec le matériel considérable renfermé dans ces deux places.

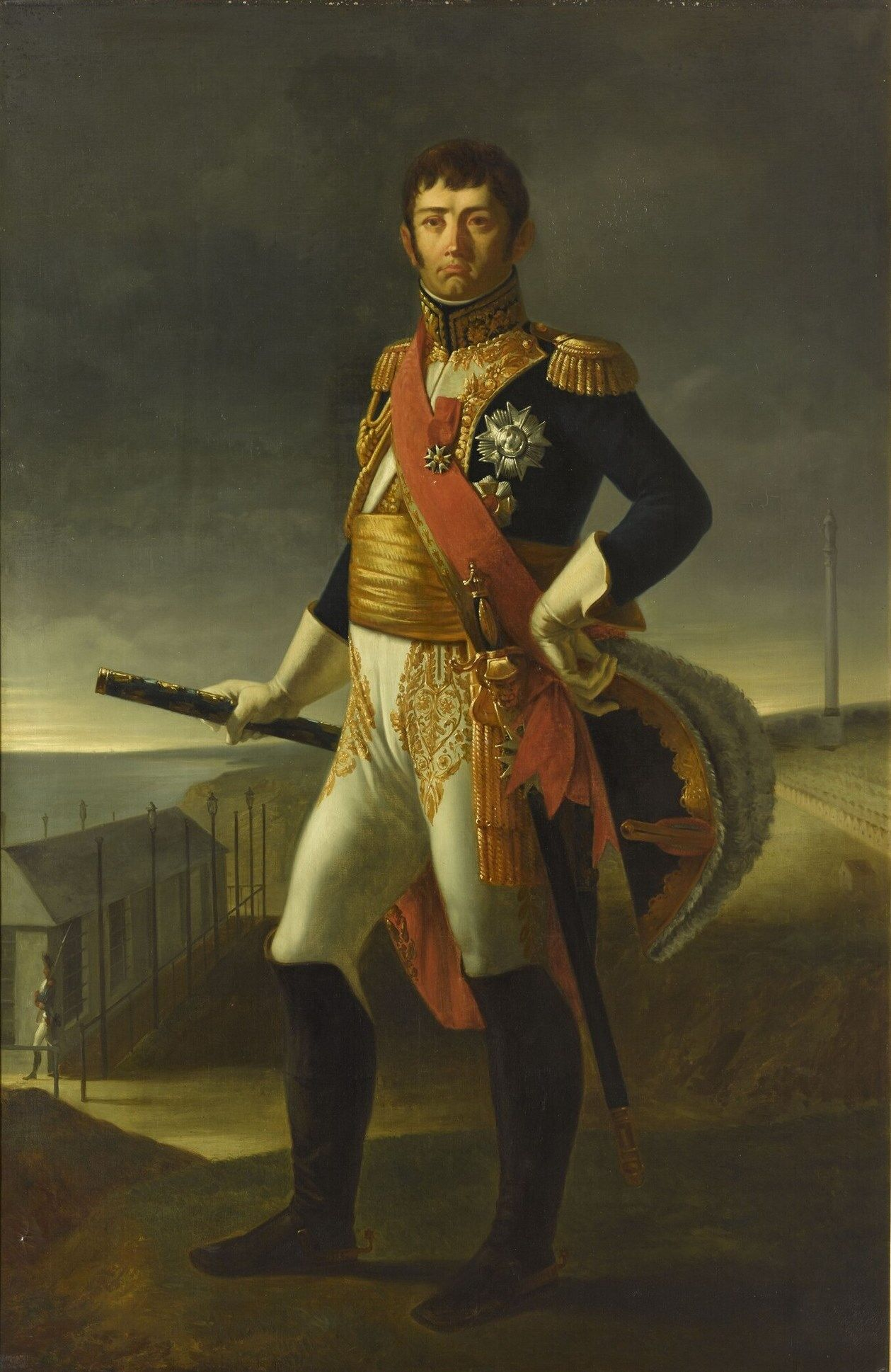
Portrait en pied du maréchal Soult, par Louis-Henri de Rudder.

Entré au Portugal sur ordre de l'Empereur le 4 mars 1809, le duc de Dalmatie passe le Minho, prend Chaves et remporte le 29 mars la bataille de Porto. Au terme de cette bataille sanglante, il prend le commandement de la ville. L'état de son armée, l'absence de toute liaison avec les autres généraux ainsi que les velléités de soulèvement des habitants de Porto le poussent à désobéir aux ordres de l'Empereur, qui étaient de marcher sur Lisbonne. Isolé, Soult administre la cité portugaise avec une indépendance de conduite qui fera plus tard l'objet d'une campagne de calomnie visant à dénoncer sa volonté supposée d'obtenir la couronne du Portugal, accusation sans fondement réel.
Les Portugais et Wellington finissent par le déloger de Porto. En moins de six jours, il reconduit en Galice les faibles débris de son armée. Il parvient à battre l'armée anglo-espagnole qu'il trouve sur son passage à Arzobispo, mais il est contraint à une pénible retraite par les montagnes, retraite cependant regardée par certains tacticiens comme une bonne opération voire comme un modèle du genre[réf. nécessaire]. Après la bataille de Talavera (27-28 juillet 1809), un décret de l'Empereur nomme le maréchal Soult major-général des armées françaises en Espagne, avec des pouvoirs étendus. Les 18 et 19 novembre, il obtient une grande victoire à la bataille d'Ocaña. Avec 30 000 soldats, il vainc 60 000 Espagnols et s’empare de 50 canons, 30 drapeaux et 20 000 prisonniers. Après s'être emparé de Séville à la fin de janvier 1810, il passe dans l'Estrémadure et envahit l'Andalousie qu'il occupe entièrement, à l'exception de Cadix.
Durant l'occupation de Séville de janvier 1810 à août 1812, l'armée française met en œuvre une spoliation systématique des biens ecclésiastiques : le patrimoine artistique des églises et des monastères est particulièrement visé. Des tableaux de Herrera le Vieux, de Zurbarán, de Roelas, de Pacheco et surtout de Murillo, peintre auquel Soult s'intéresse tout particulièrement, sont enlevés de leurs lieux d'origine et transportés à l'Alcazar de Séville. L'église de l'hôpital de la Charité, le couvent Saint-François ou la cathédrale sont privés entièrement de leurs œuvres précieuses.
Une Sainte-Casilde de Francisco de Zurbarán figura à la vente aux enchères publiques de la collection Soult à Paris, des 19 au 22/05/1852 ; acquis alors par le comte Duchâtel, le tableau intégra en 1978 la collection du baron Hans Heindrich Thyssen-Bornemisza (no 59 du catalogue de l'exposition des œuvres anciennes de la collection au Petit-Palais de Paris, du 7/01 au 28/03/1982, p. 114 et 115) ; Soult posséda « quatre des exemplaires les plus raffinés des saintes de Zurbarán, et Delacroix, visitant sa collection, admira Sainte-Agathe » (Montpellier, musée Fabre).
Une fois les œuvres à l'Alcazar, Eusebio Herrera, fonctionnaire collaborant avec les troupes françaises, les redirige vers d'autres lieux. Au total, 999 tableaux auraient été saisis par les troupes françaises : une sélection est envoyée au musée royal de Madrid, 150 d'entre eux — les plus beaux — partent directement au Louvre. Soult et d'autres officiers ou fonctionnaires français se servent aussi au passage. Parmi les œuvres de Murillo présentes dans Séville, seules celles qui étaient conservées au couvent des capucins échappent aux Français, les moines les ayant préventivement déplacées à Cadix jusqu'à la fin de la guerre.
En 1811, il marche au nord en Estrémadure. Il prend Olivenza le 22 janvier, gagne la bataille de Gebora le 11 février suivant et occupe Badajoz. Quand l'armée britanno-portugaise assiège la ville, il se porte à son secours, livrant la meurtrière et indécise bataille d'Albuera le 16 mai avec des forces inférieures en nombre. Néanmoins, en 1812, après une défaite décisive subie par le maréchal Marmont à la bataille de Salamanque (12 juillet), il est obligé d'évacuer l'Andalousie. À la demande de Joseph Bonaparte avec lequel, comme tous les autres maréchaux, il est toujours en désaccord, il quitte l'Espagne.

### Les campagnes de 1813 et 1814

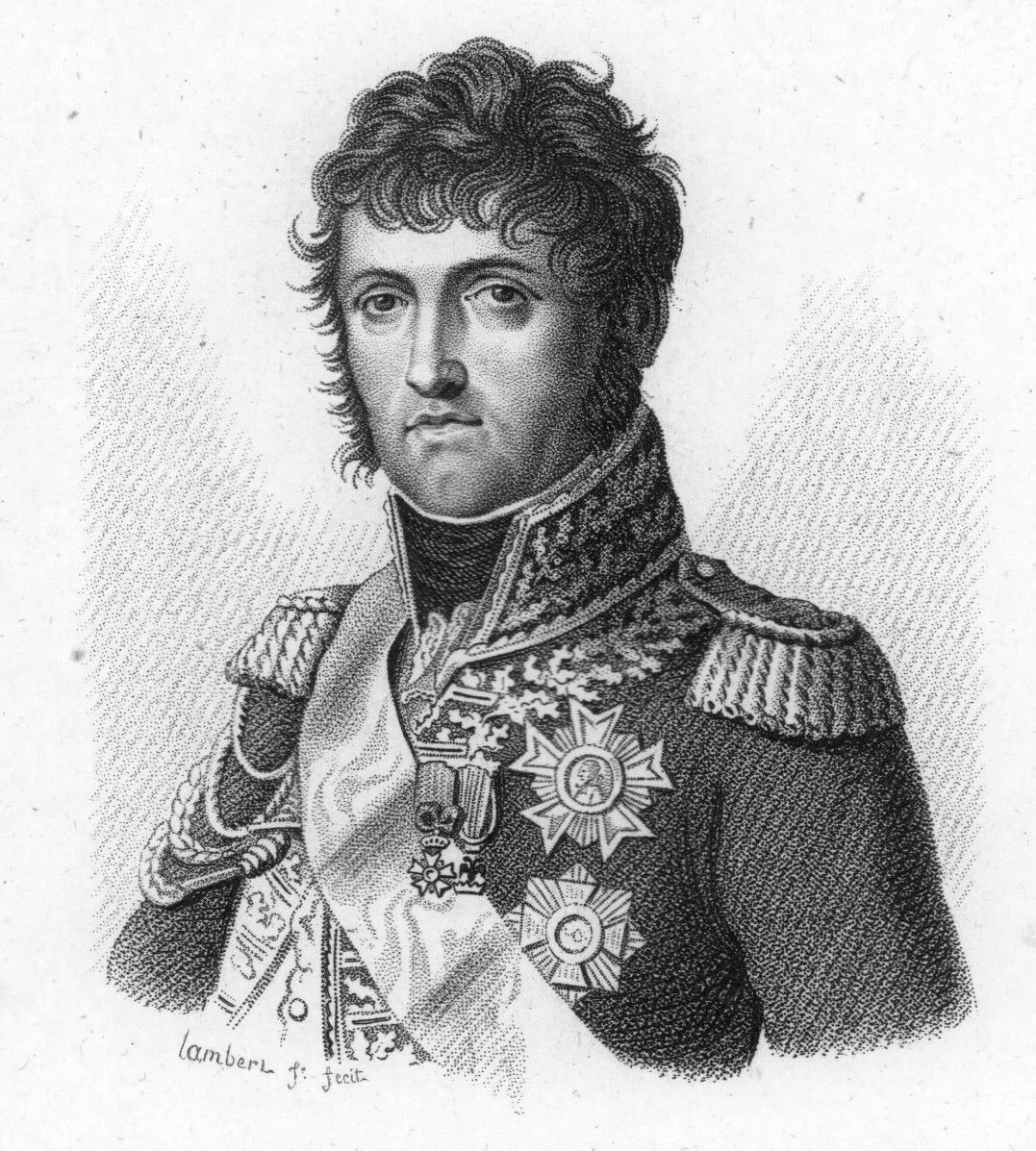
Le maréchal Soult.

En mars 1813, Napoléon Ier l'appelle pour lui donner le commandement du 4e corps de la Grande Armée, qu'il mène à la bataille de Bautzen du 20 au 21 mai.
Presque immédiatement il reçoit l'ordre de se rendre à Bayonne pour y réorganiser l'armée du Midi, défaite à la bataille de Vitoria (13 juin 1813) et complètement démoralisée. Bien que souvent battu par les vétérans de Wellington, et alors qu'il ne dispose que de conscrits sans expérience, il recule en bon ordre de l'autre côté des Pyrénées, parvenant à ralentir la progression des troupes anglo-hispano-portugaises, entrées sur le territoire français, par les combats qu'il livre à Orthez, Aire-sur-l'Adour, Vic-en-Bigorre et Tarbes. Ses laudateurs voit en ce mouvement de repli exemplaire, pendant lequel il dispute le terrain pied à pied face à des forces qui lui sont quatre fois supérieures, une illustration de son génie tactique. Enfin, le 10 avril 1814, il livre la bataille de Toulouse. Il ne réussit pas à convaincre le maréchal Suchet de réunir ses forces aux siennes, et ne peut battre lord Wellington.

### La première Restauration et les Cent-Jours (1814-1815)
Dès qu'il apprend l'abdication de Napoléon, il se rallie avec enthousiasme aux Bourbons. Le gouvernement de la Première Restauration le nomme gouverneur de la 13e division militaire le 21 juin 1814, puis ministre de la Guerre, du 3 décembre 1814 au 11 mars 1815, poste qu'il occupe donc lorsque Napoléon débarque de l'île d'Elbe. Responsable de l'armée, il adresse aux troupes une proclamation où il qualifie l'Empereur d'usurpateur et d'aventurier, ce qui n'empêche pas ce dernier de l'appeler aux Tuileries le 25 mars. Il fait à nouveau allégeance, et est nommé pair de France le 2 juin 1815. Napoléon lui confie, le 9 mai 1815, les fonctions de major-général de l'armée pour succéder au maréchal Berthier. Bien que discuté, ce choix est assez logique : manœuvrier de talent, avec alors trente ans de métier, Soult maîtrise les questions d'état-major, dont le major-général est responsable, le prouvant notamment en Espagne ou au Portugal où il a coordonné l'action de plusieurs armées.
Son rôle lors la bataille de Waterloo fait débat. Ses détracteurs voient en lui un des responsables de la non-venue du corps d'armée du maréchal de Grouchy, à qui il n'envoie qu'une seule estafette pour porter l'ordre de revenir vers Mont-Saint-Jean, contrairement à ce qu'eût fait en pareil cas, aux dires de Napoléon, Berthier. Pour autant, au matin de la bataille, alors que Soult supplie Napoléon de rappeler au plus vite les troupes de Grouchy, l'Empereur refuse sèchement la proposition et veut que l'on ne se concentre que sur l'armée de Wellington qu'il considère comme un mauvais général (« Ce sera l'affaire d'un déjeuner », ajoute-t-il). Il commet l'erreur de ne pas écouter son major-général qui le met en garde sur la qualité de l'infanterie britannique, une infanterie que Napoléon n'a jamais affrontée.
Lorsque l'Empereur, à la vue du désastre, veut se précipiter au milieu des baïonnettes, Soult, resté à ses côtés jusqu'au dernier moment, parvient à saisir la bride de son cheval et à l'entraîner sur la route de Charleroi, lui permettant ainsi d'échapper de peu aux avant-gardes prussiennes.

### La Seconde Restauration (1815-1830)
À la Seconde Restauration, il est compris dans l'ordonnance d'exil du 24 juillet. Figurant en tête du deuxième article, il se retire sur sa propriété de Saint-Amans, puis trouve refuge auprès du général Louis Bertrand Pierre Brun de Villeret en Lozère alors qu'est votée le 12 janvier 1816 la loi dite « d'amnistie » qui le contraint à l'exil. Il est rayé de la liste des maréchaux le 27 décembre de la même année. Il reste exilé à Barmen jusqu'en 1819. Louis XVIII le réintègre en 1820 dans la dignité de maréchal. S'affichant fervent royaliste, il est élevé à la pairie le 5 novembre 1827 par le roi Charles X.
En 1825, Soult crée la Société civile d'exploration et d’exploitation des mines et houillères d'Alès (SCEM), qui contribue grandement à l'exploitation des mines de charbon des Cévennes.

### La monarchie de Juillet

#### Ministre de la Guerre

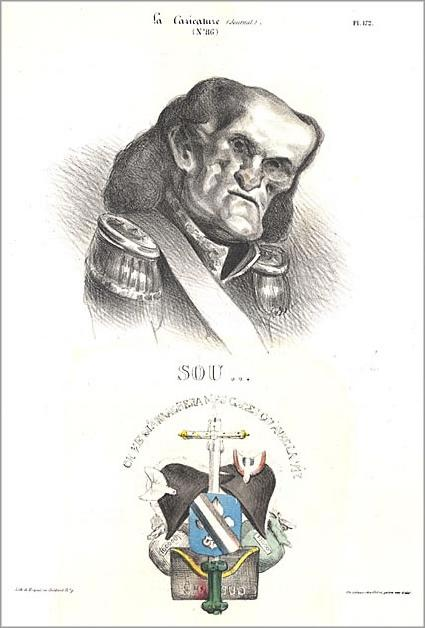
Caricature de Soult par Honoré Daumier, 1832.

Après la révolution de juillet 1830, pendant laquelle Soult rend de nouveaux services, il se rallie à Louis-Philippe, qui le prend comme ministre de la Guerre (17 novembre 1830-18 juillet 1834).
Louis-Philippe, inquiet de ne pouvoir s'appuyer que sur la Garde nationale pour maintenir l'ordre public, le charge de réorganiser sans tarder l'armée de ligne. Soult rédige un rapport au roi, présenté à la Chambre des députés le 20 février 1831, dans lequel il fait la critique de la loi Gouvion-Saint-Cyr de 1818 sur le recrutement : il démontre que le système de volontariat combiné au tirage au sort et à la possibilité de se faire remplacer n'a pas permis d'augmenter suffisamment les effectifs, et montre que les procédures d'avancement contribuent à maintenir le surencadrement. Il propose les grands axes d'une politique militaire visant à accroître les effectifs de l'armée, à résorber le surencadrement et à assurer l'approvisionnement en armes et en munitions.
Les lignes directrices sont arrêtées en février 1831 et les moyens sont précisés : il s'agit de doubler l'effectif de l'armée de la Restauration, qui ne comptait qu'un peu plus de 200 000 hommes. Les réformes nécessaires seront réalisées durant les années 1831 et 1832. La première loi de cet important train de réformes militaires est celle du 9 mars 1831 créant la Légion étrangère, qui ne pourra être employée qu'en dehors du territoire de la France métropolitaine. Suivent les lois du 11 avril 1831 sur les pensions militaires, des 21 mars et 14 avril 1832 sur le recrutement de l'armée et sur l'avancement, et du 19 mai 1834 sur l'état des officiers. Soult fait également conduire les travaux des fortifications de Paris.
En 1831, il est envoyé par Louis-Philippe à Lyon avec 20 000 hommes pour écraser la première insurrection des canuts. L'ordre est rétabli, mais Soult devient très impopulaire au sein du camp républicain. Dans sa pièce Napoléon Bonaparte ou Trente ans de l'histoire de France, Dumas Père le représente sous des dehors épouvantables pendant les Cent-Jours.
En 1834, lorsqu'une nouvelle insurrection éclate au mois d'avril à Lyon, le maréchal Soult reçoit du lieutenant-général Aymar, commandant des troupes dans la cité rhodanienne, une dépêche télégraphique désespérée. La ferme réponse du duc de Dalmatie ne se fait pas attendre. La lettre qu'il écrit ensuite au général commandant la ville de Lyon, à propos de ce même épisode, est tout aussi significative.

#### Président du Conseil des ministres

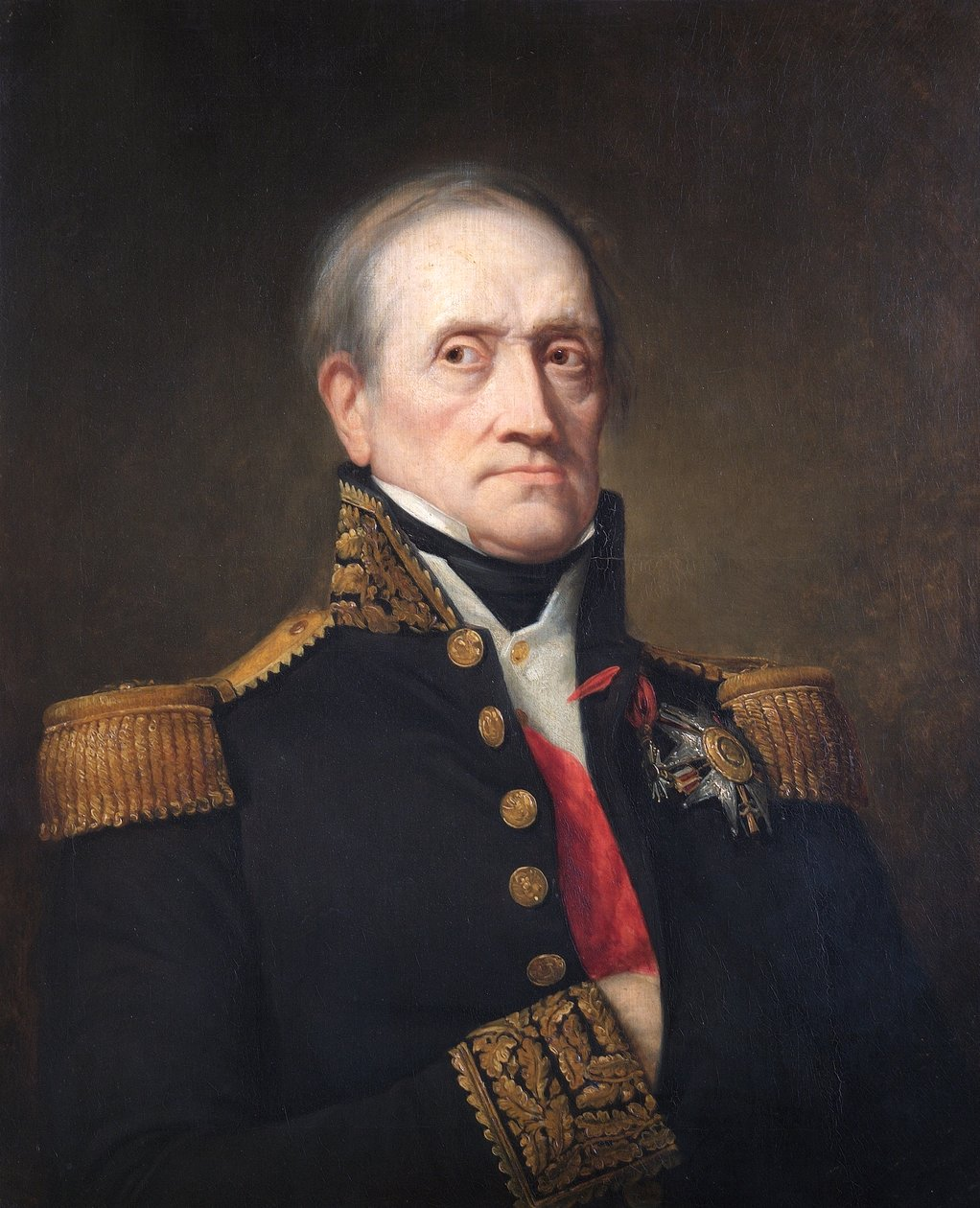
Jean-de-Dieu Soult, président du Conseil.

Alors qu'il est ministre la Guerre, il occupe une première fois la présidence du Conseil des ministres en 1832-1834. La France étant garante du traité des XXIV articles, il fait exécuter l'expédition d'Anvers par le maréchal Gérard, qui s'empare de la ville après une résistance héroïque des Néerlandais et une combativité exemplaire des soldats français (décembre 1832), et il restitue la ville à la Belgique, son pays d'attribution. En avril 1838, Louis-Philippe choisit le maréchal Soult pour le représenter au couronnement de la reine Victoria. Il reçoit à Londres un accueil triomphal.
À nouveau à la tête du gouvernement (1839-1840), il est en même temps titulaire du portefeuille des Affaires étrangères. Il participe aux cérémonies de retour des cendres de l'empereur Napoléon Ier en décembre 1840.
Président du Conseil pendant quasiment sept ans, de 1840 à 1847, il laisse la direction effective du Cabinet à son ministre des Affaires étrangères, François Guizot, lequel lui succède logiquement quand il quitte le gouvernement, pour raisons de santé. Pendant cinq ans (1840-1845), il cumule sa fonction avec celle de ministre de la Guerre, son rôle étant par la suite de plus en plus effacé.
Le maréchal-duc de Dalmatie aura été à trois reprises chef du gouvernement français, sous la monarchie de Juillet : d'abord du 11 octobre 1832 au 18 juillet 1834, puis du 12 mai 1839 au 1er mars 1840 et enfin du 29 octobre 1840 au 19 septembre 1847 — soit plus de neuf ans. Il détient ainsi, au moins nominalement, sur la période s'étendant de 1815 à nos jours, le record de longévité à ce poste.

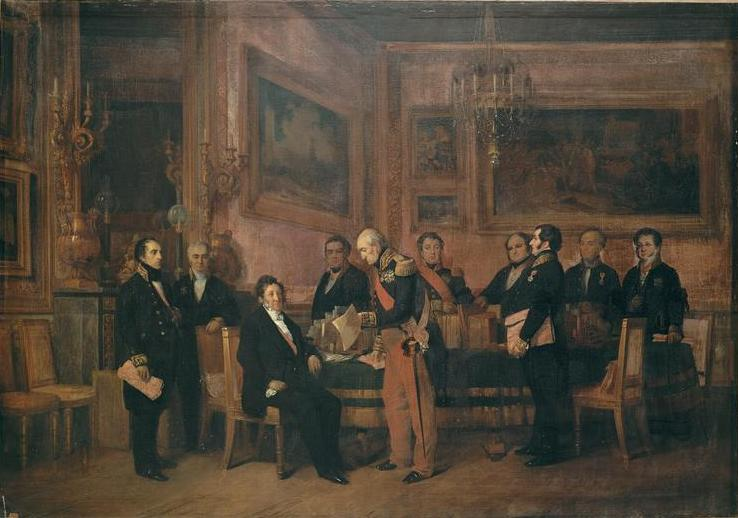
Conseil des ministres au palais des Tuileries : le maréchal Soult présente à Louis-Philippe la loi de Régence, le 15 août 1842.

### Dernières années
Le 26 septembre 1847, Louis-Philippe rétablit pour lui la dignité honorifique de maréchal général des camps et armées du roi, portée précédemment par Gontaut, Bonne, Turenne, Villars, Saxe ou Broglie, modifiant cependant ce titre en celui, unique dans l'histoire militaire du pays, de maréchal général de France.
En 1848, il se déclare républicain. Il meurt trois ans après dans son château de Soult-Berg, près de Saint-Amans-la-Bastide où il est né, quelques jours avant le coup d'État de Louis-Napoléon Bonaparte. En son hommage, la commune fut renommée Saint-Amans-Soult dès décembre 1851.
Soult a laissé des Mémoires (1854). Il est un des dix-huit maréchaux d'Empire (sur vingt-six) ayant appartenu à la franc-maçonnerie.

## Considérations

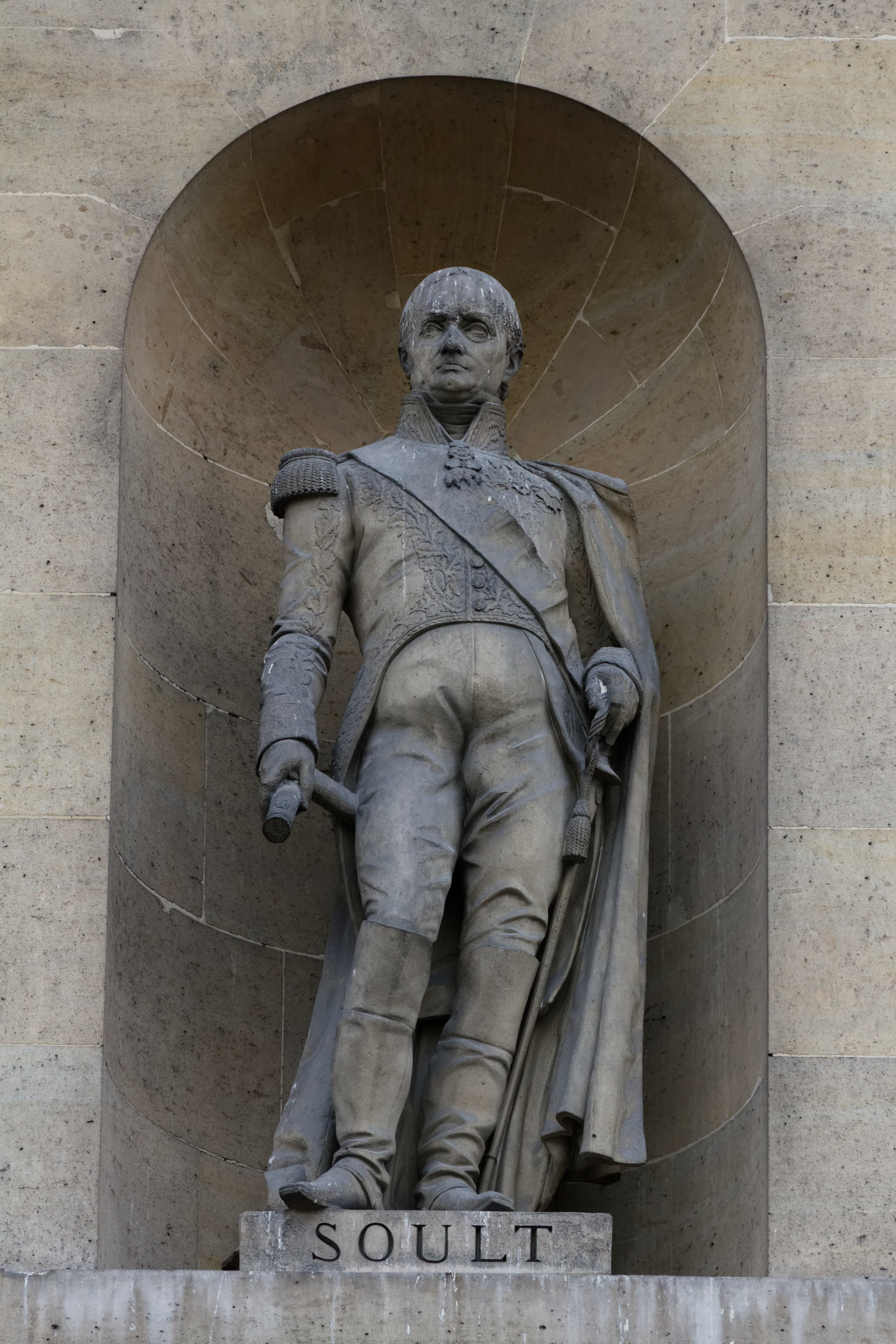
Statue du maréchal Soult au Louvre.

Surnommé par Napoléon le « premier manœuvrier d'Europe » pour sa contribution à la victoire d'Austerlitz en 1805, Soult figure au panthéon des grands chefs militaires de l'Empire. Un de ses contemporains, le général Auguste Jean Ameil, dit de lui qu'il « est un grand capitaine impassible dans la bonne ou la mauvaise fortune ». Ses talents de stratège en font un conseiller écouté de l'Empereur qui le considère comme la meilleure « tête pensante » de son armée dans la péninsule Ibérique. Pour l'historien Jacques Garnier, « il a été un bon général, plein de sang-froid, au coup d'œil sûr » tandis que le colonel américain John Elting ne lui trouve aucun talent stratégique mais reconnaît en lui un tacticien compétent, quoique excessivement enclin à la prudence. Le biographe de Soult Frédéric Hulot souligne sa capacité à réagir « aux événements imprévus avec sang-froid, sachant calculer les risques, ayant un sens inné de la manœuvre et du terrain » ; quant à Jacques Jourquin, il écrit que Soult est « doué de talents militaires certains » mais qualifie de « médiocre » sa prestation à la tête de l'état-major en 1815. Son habileté lui vaut d'être respecté par ses adversaires, y compris par les Anglais qui le surnomment The Duke of Damnation (le « duc maudit »).
Il est reconnu pour être un remarquable organisateur, attentif à la bonne tenue de ses troupes et minutieux dans la préparation de ses batailles. Adepte de la discipline, il est affublé du sobriquet de « Bras-de-fer » par ses soldats ; lors de la marche sur Ulm en 1805, son 4e corps est le seul, avec celui de Davout, à ne laisser aucun traînard derrière lui. Sa conduite des opérations sur le terrain laisse cependant parfois à désirer, notamment parce qu'il délègue à l'excès la gestion tactique à ses généraux. Wellington déclare à ce sujet que Soult sait mieux que quiconque déplacer ses troupes sur les lieux du combat, mais qu'il ne sait plus quoi en faire une fois la bataille engagée. Un exemple de cette affirmation est la bataille d'Albuera où Soult tourne avec brio l'armée anglo-portugaise de Beresford mais ne fait rien pour corriger la formation maladroite adoptée par ses troupes, ce qui précipite l'échec de l'attaque française. Malgré ces errements, le maréchal demeure un sujet de préoccupation constante pour son adversaire britannique : « Soult fut un de ces hommes que Wellington ne pouvait ignorer car il était toujours là. Même si Wellington était au courant des erreurs de Soult en tant que tacticien, il savait aussi que Soult pouvait réagir à la vitesse de l'éclair lorsque la situation l'exigeait ». Le duc de Dalmatie oppose ainsi une résistance tenace à Wellington lors de la campagne des Pyrénées, ordonnant même une contre-attaque qui, de l'aveu du général en chef anglais, n'est pas loin de réussir.

## Décorations
Empire français
- Légion d'honneur :
  - Légionnaire le 11 décembre 1803, puis,
  - Grand-officier le 14 juin 1804 et chef de la 4e cohorte, puis,
  - Grand-aigle de la Légion d'honneur le 2 février 1805.

 Royaume de France
- Chevalier du Saint-Esprit le 30 mai 1825 ;
- Commandeur de Saint-Louis le 24 septembre 1814.

 Royaume de Bavière
- Membre de l'ordre de Saint-Hubert (Bavière) ;

 Royaume de Belgique
- Grand cordon de l'ordre de Léopold

 Royaume de Grèce
- Commandeur de l'ordre du Sauveur

 Royaume d'Espagne
- Chevalier de l'ordre de la Toison d'or (brevet no 958, 1838).

## Famille

### Descendance

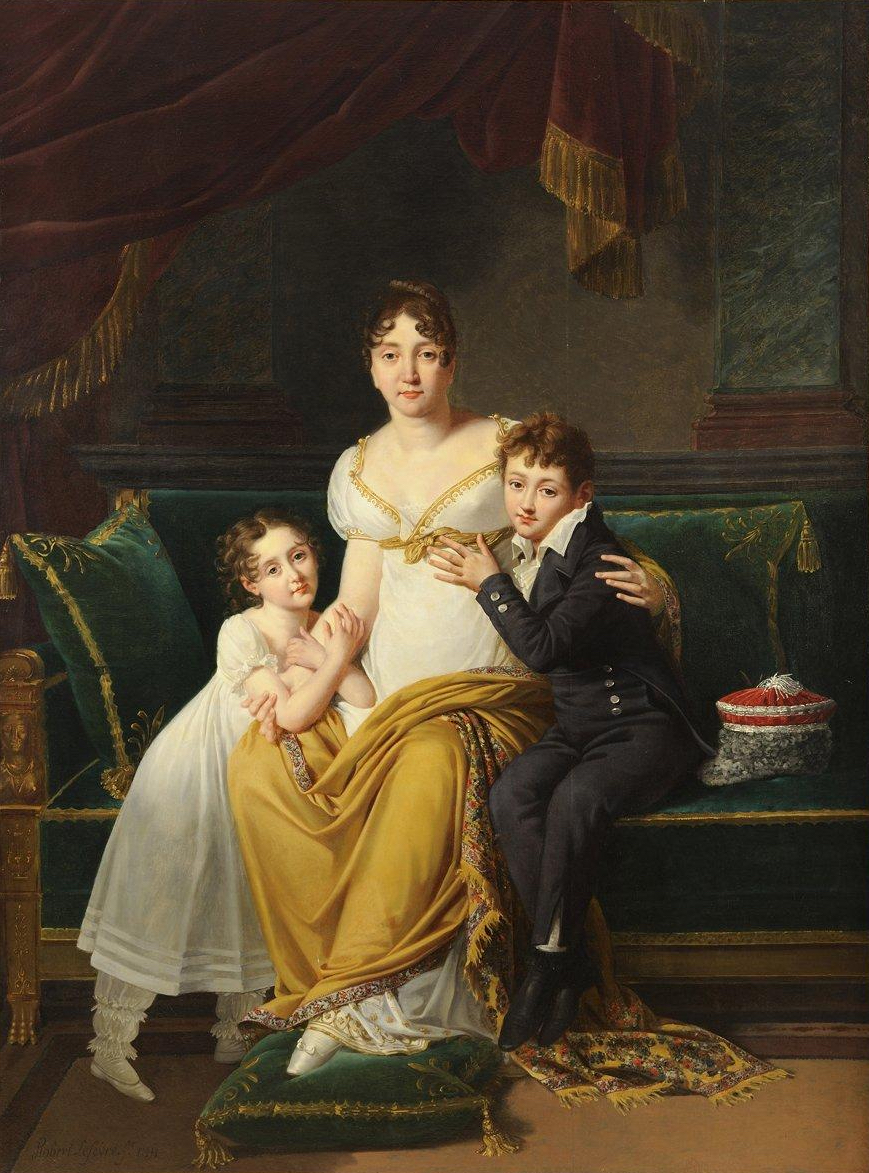
Portrait de la maréchale Soult, duchesse de Dalmatie, avec ses deux enfants, Napoléon-Hector et Joséphine-Louise.

Soult épouse le 26 avril 1796 Jeanne-Louise-Élisabeth Berg, fille du bourgmestre de Solingen et dame de compagnie de Letizia Bonaparte, d'où :
- Napoléon-Hector Soult de Dalmatie (1802-1857), 2e duc de Dalmatie
  - Louise (1842-1923), épouse d'Athanase de Pechpeyrou-Comminges, comte de Guitaut et marquis d'Époisses, officier de cavalerie ;
  - Geneviève (1844-1910), épouse du baron René Reille.
- Joséphine-Louise-Hortense Soult de Dalmatie (1804-1862), épouse du marquis de Mornay-Montchevreuil

## Armoiries
| Figure | Ornement du tombeau | Blasonnement |
|        |                     | Armes du duc de Dalmatie et de l'Empire D'or, à l'écusson de gueules, chargé de trois têtes de léopards du premier posées 2 et 1 ; au chef des ducs de l'Empire brochant,. |
|        |                     | Sous la Restauration et la monarchie de Juillet D'or, à l'écusson de gueules, chargé de trois têtes de léopards du premier posées 2 et 1.                                  |

## Hommages
Un navire de guerre britannique de la classe Marshal Ney lancé en 1915 a été baptisé HMS Marshal Soult. En France, plusieurs communes ont une voie nommée en son honneur, tels le boulevard Soult à Paris et la rue Soult à Toulouse.
Une rue de Tarbes porte son nom.

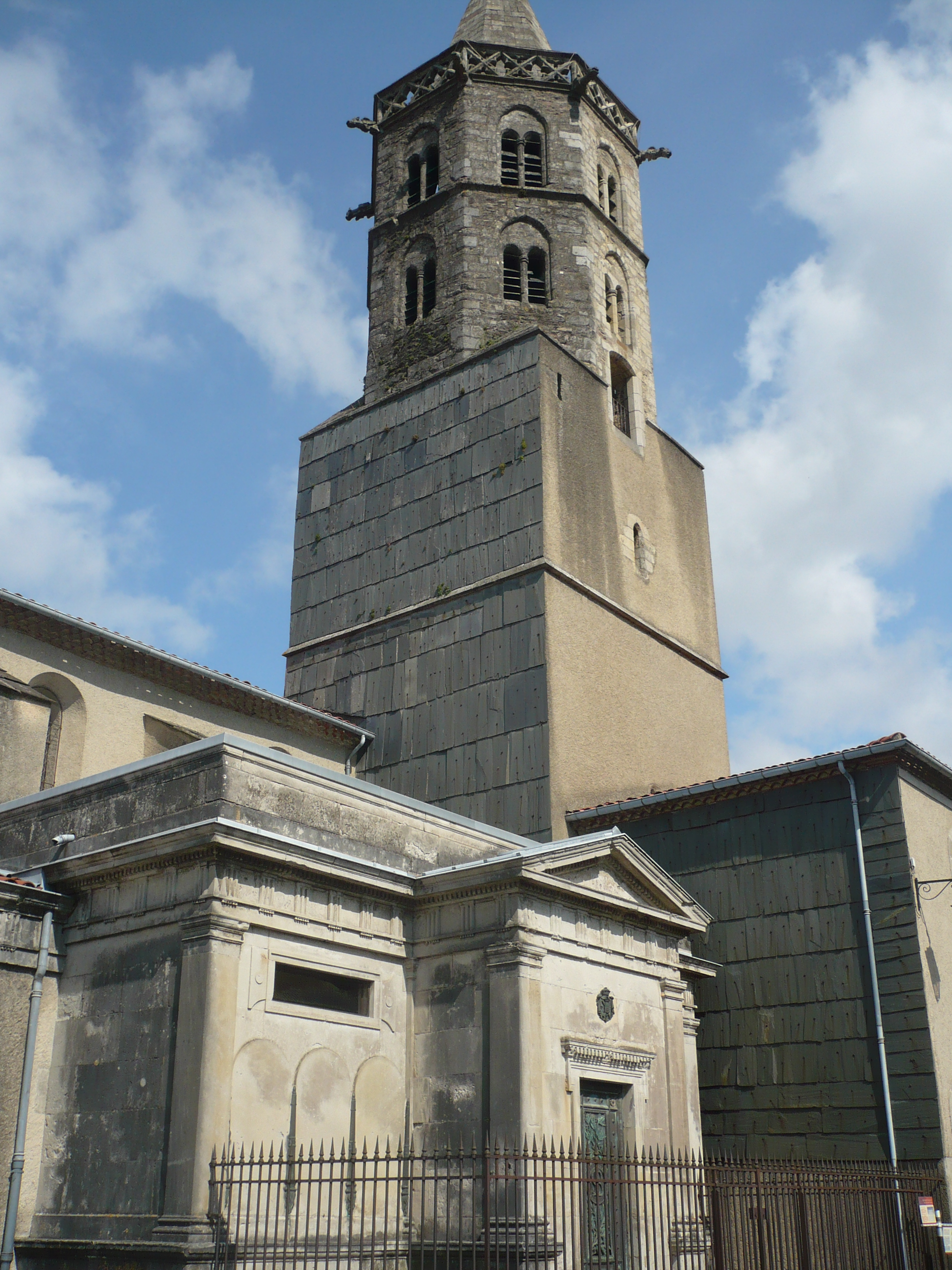
Tombeau du maréchal d'Empire Soult et de son épouse, adossé à l'église de son village natal de Saint-Amans-Soult.
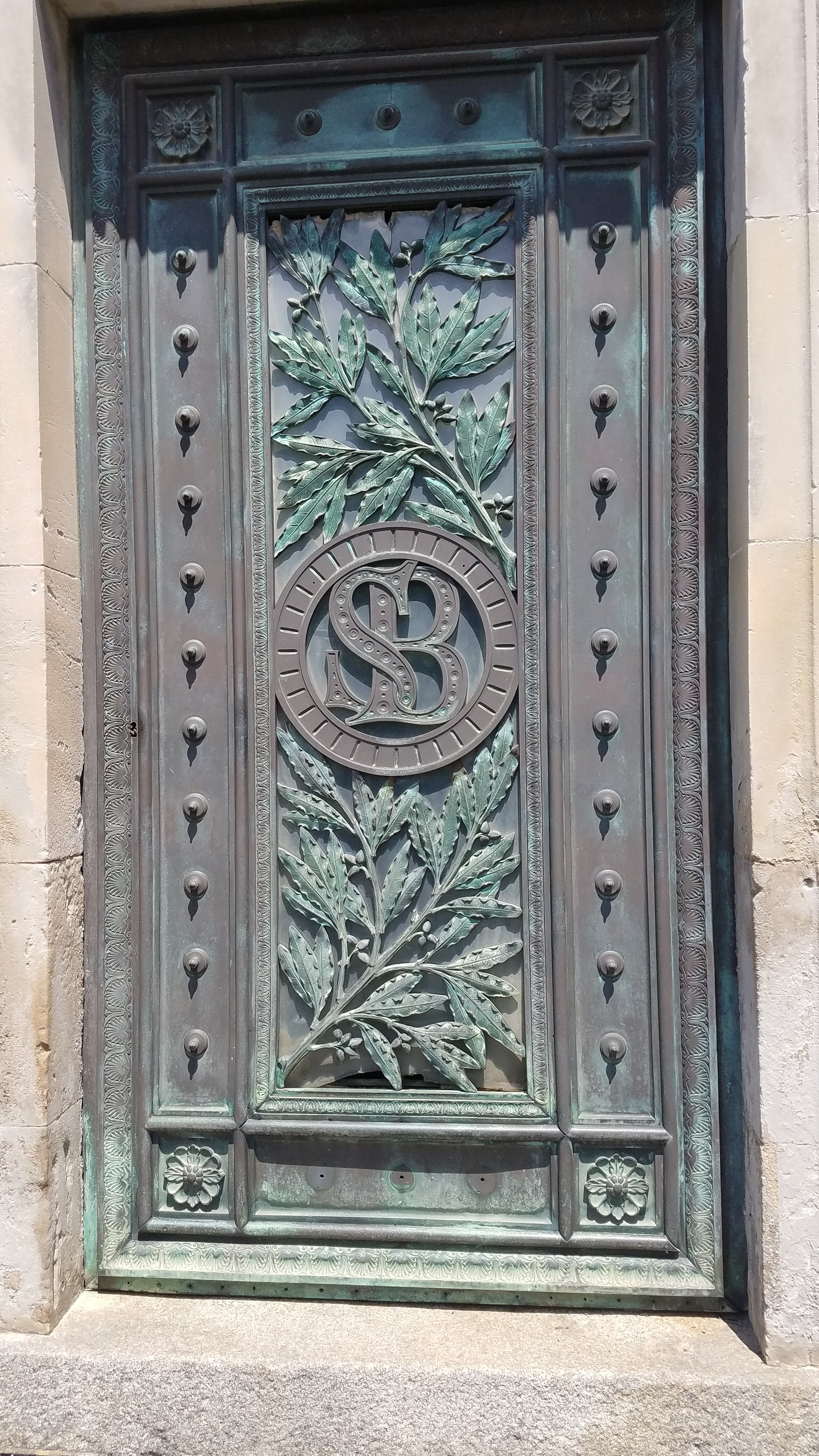
Porte en bronze du tombeau du Maréchal d'Empire Soult. En son centre le "S" de Soult est entrelacé avec le "B" de Louise Berg, son épouse.
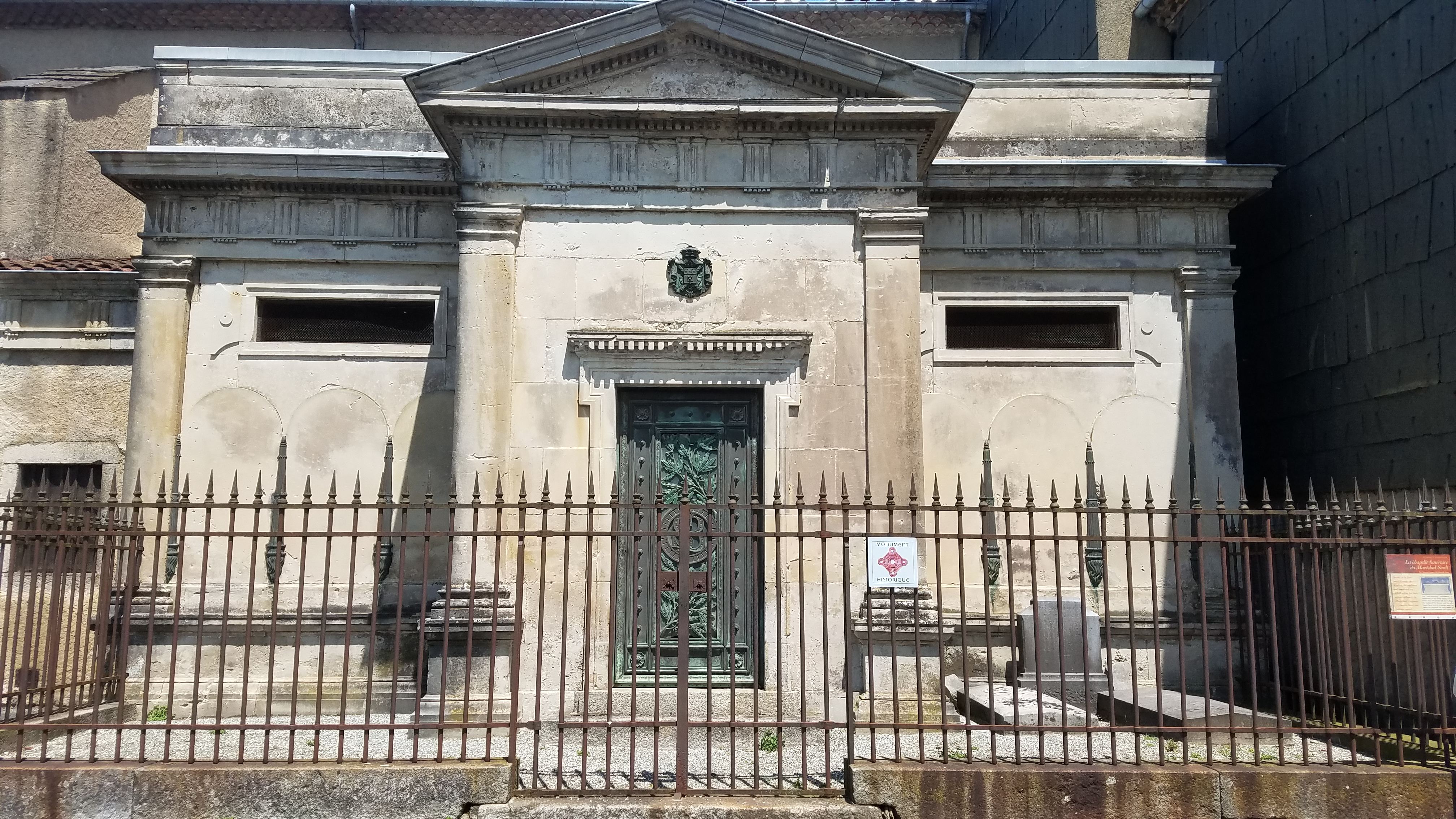
Face du tombeau des époux Soult avec sur la gauche le tombeau de René Reille.

#### Sources secondaires
- Benoît Yvert (dir.), Premiers ministres et présidents du Conseil. Histoire et dictionnaire raisonné des chefs du gouvernement en France (1815-2007), Paris, Perrin, 2007, 916 p..
- Nicole Gotteri, Soult, maréchal d'Empire et homme d'Etat, Besançon, La Manufacture, 1991, 669 p. (ISBN 2-7377-0285-2).
- Nicole Gotteri, Le Maréchal Soult, Charenton, Bernard Giovanangeli Éditeurs, octobre 2000, 805 p. (ISBN 2-909034-21-6).
- Frédéric Hulot, Le maréchal Soult, Pygmalion, 2003 (ISBN 2-85704-881-5).
- Frédéric Hulot, « Le maréchal Soult », dans Les grands maréchaux de Napoléon, Pygmalion, 2013, 1706 p. (ISBN 978-2-7564-1081-4).
- Jacques Jourquin, Dictionnaire des maréchaux du Premier Empire : dictionnaire analytique statistique et comparé des vingt-six maréchaux, Paris, Christian/Jas, septembre 1999, 211 p. (ISBN 2-911090-05-5).
- Oleg Sokolov (préf. Jean Tulard), L'armée de Napoléon, Commios, 2003, 592 p. (ISBN 978-2-9518364-1-9).
- (en) Paddy Griffith, « Soult: King Nicolas », dans David G. Chandler, Napoleon's Marshals, Londres, Weidenfeld & Nicolson, 1998 (1re éd. 1987) (ISBN 0-297-84275-7).
- (en) Richard Humble, Napoleon's Peninsular Marshals, Londres, Macdonald, 1973, 228 p. (ISBN 0-356-04569-2).

#### Sources primaires
- Les papiers personnels du maréchal Soult sont conservés aux Archives nationales sous la cote 402AP[32].
- Mémoire justificatif de M. Le Maréchal Soult, Duc de Dalmatie. Par lui-même. À Paris, Chaumerot jeune, 1815.
- Soult (Mal), « Documents pour servir à l’histoire contemporaine. Rapport au Roi sur les événemens des 5 et 6 juin 1832 par le Maréchal Duc de Dalmatie, Ministre de la Guerre », L’Assemblée constituante, 11. 5 1848, no 1 &, p. 3 ; 12. 5. 1848, no 12, p. 6 ; 13. 5. 1848, no 13, p. 4 ; 15. 5 ; 1848, no 15, p. 4.
- Jean-Baptiste Dumas, Neuf mois de campagnes à la suite du Maréchal Soult : quatre manœuvres de couverture en 1813-1814 : I. Pampelune, II. Saint-Sébastien, III. Bayonne, IV. Bordeaux, Orthez, Toulouse, Paris, Charles-Lavauzelle, 1907, 612 p. (lire en ligne).
- François Dhers, « Campagne du maréchal Soult dans le Midi de la France, en 1814 », Revue des Pyrénées. France méridionale- Espagne septentrionale, t. XVI,‎ 1904, p. 13-34, 124-152, 201-232, 340-358 (lire en ligne)